# Satoshi Mashimo
Satoshi Mashimo (真下 佐登史 Mashimo Satoshi?), född 6 mars 1974 i Gunma prefektur, är en japansk före detta fotbollsspelare.
Mashimo började sin karriär 1996 i Montedio Yamagata. 2001 flyttade han till Tonan SC. Han avslutade karriären 2002.